# Шутроминці

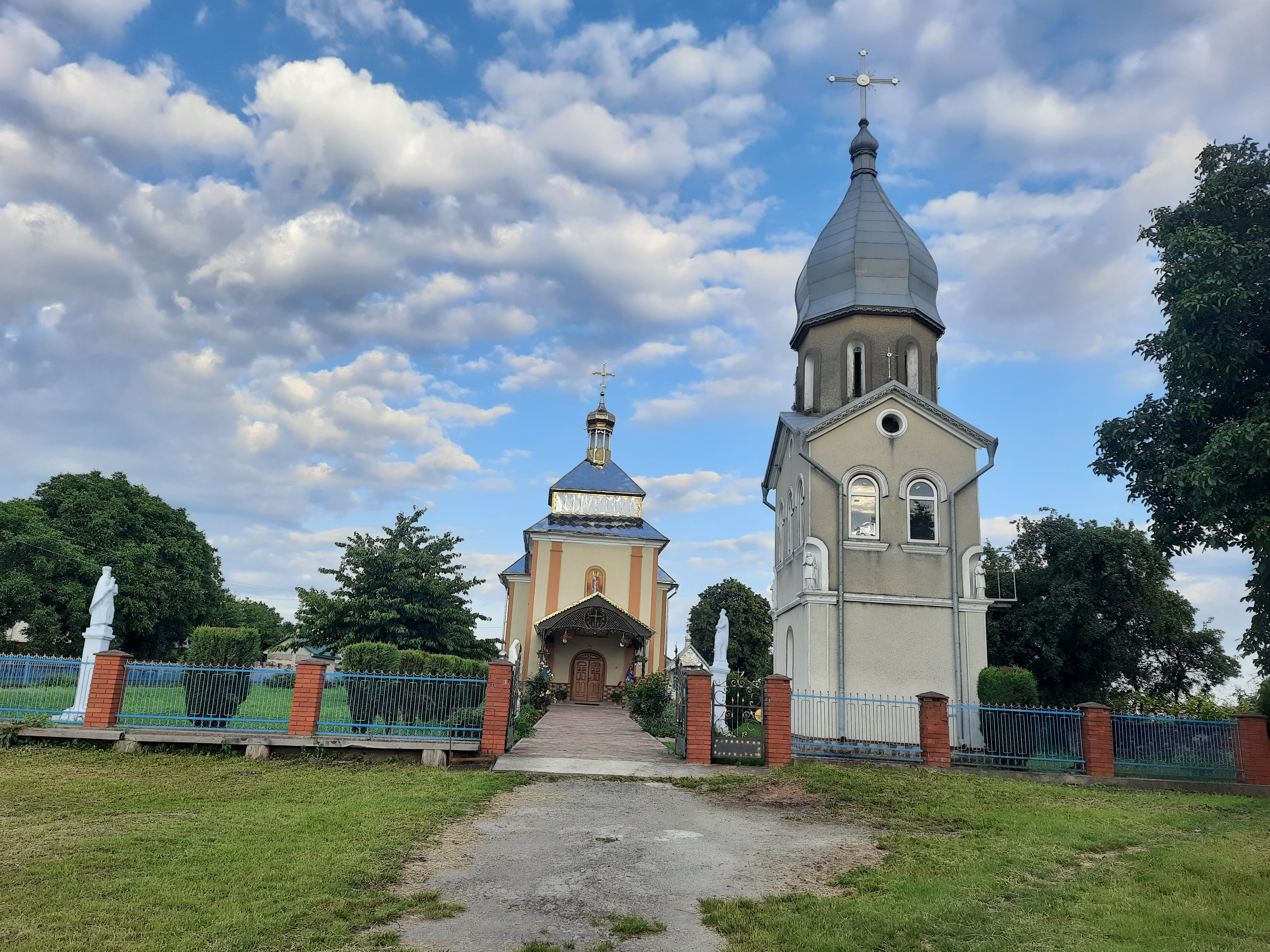
Церква св. Миколая 1880

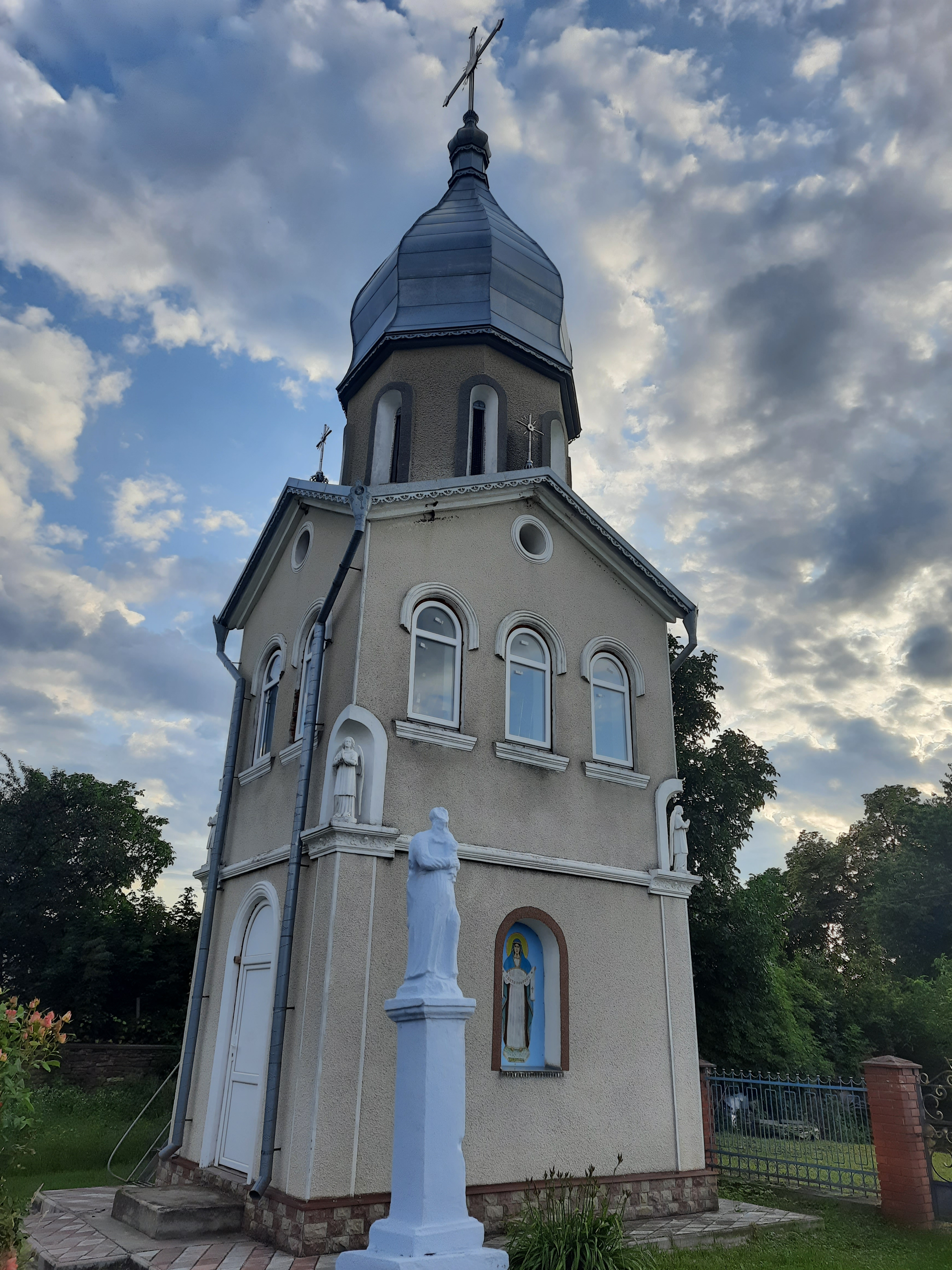
Дзвіниця церкви св. Миколая

Шутро́минці — село в Україні, у Товстенській селищній громаді Чортківського району Тернопільської області.
Населення — 593 особи (2007). Дворів — 210.
До 2018 — центр сільської ради. Від 2018 року ввійшло у склад Дорогичівської сільської громади. 
12 червня 2020 року, відповідно до розпорядження Кабінету Міністрів України № 724-р «Про визначення адміністративних центрів та затвердження територій територіальних громад Тернопільської області» увійшло до складу Товстенської селищної громади.
19 липня 2020 року, в результаті адміністративно-територіальної реформи та ліквідації Заліщицького району, увійшло до складу новоутвореного Чортківського району.

## Розташування
Розташоване на річці Криниця (неподалік від її впадіння у Дністер) на заході району.
Село лежить у зоні помірно континентального клімату, з теплим, все частіше жарким літом і помірно холодною зимою та достатньою кількістю опадів. Середня температура липня плюс 22-23 °C, січня — мінус 6-7 °C. Географічні координати: 48.49 пн.ш. 25.32 сх.д.
Село оточене з трьох боків вінком лісів з півдня, сходу і заходу, тільки з північної сторони знаходяться землі товарного сільськогосподарського виробництва. Рельєф горбистий. Ґрунтоутворними породами є леси і лесові суглинки, вапняки, глини, інші відклади. Трапляються чорноземи опідзолені, а також оґлеєні опідзолені ґрунти.

## Історія
Перша письмова згадка — 1392 (1493) рік.

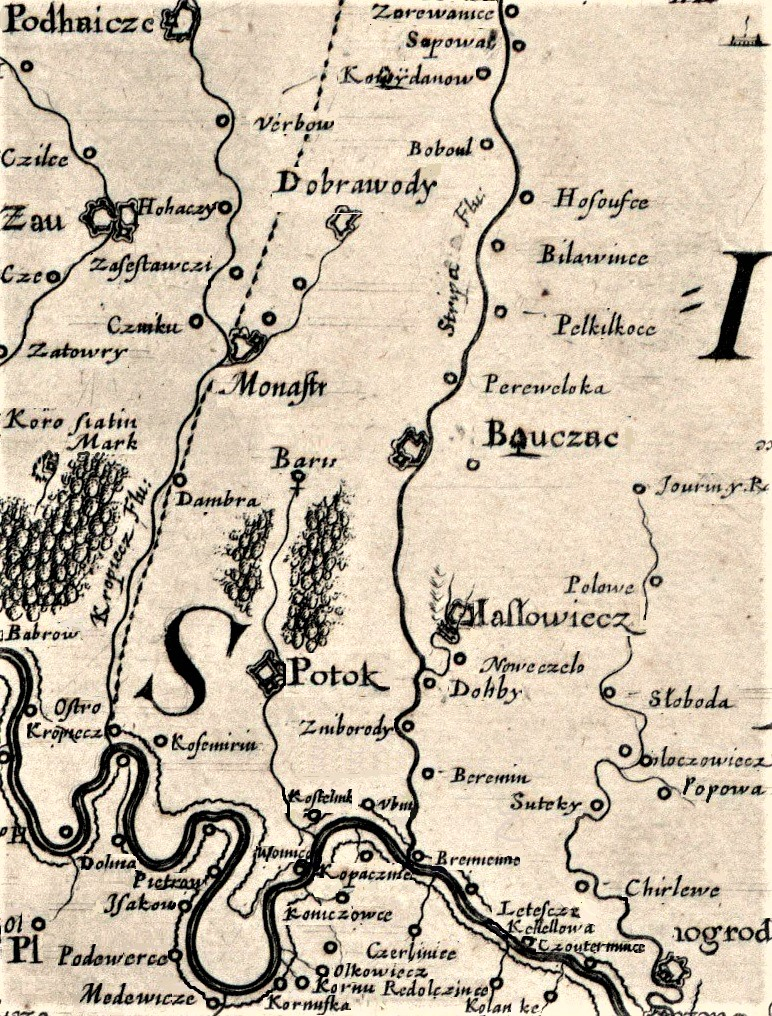
Шутроминці на фрагменті спеціальної мапи України Боплана, 1650

Діяли українські товариства «Просвіта», «Луг», «Сільський господар», «Союз українок», «Рідна школа» й інші, кооператива.
За переказами, назва села пішла з часів татарських набігів. Татари йшли від замку до замку, знищуючи все на своєму шляху. Посилення знаходилося між замками у Червоногроді та Язлівці, тому село перенеслося на південь, ближче до Дністра (звідси — шатро мінці). Інша версія назви села від прізвища власника млина Шутермана, якого разом з родиною і млином забрала велика злива.
У селі з незвичайним успіхом діяло між обома війнами товариство тверезості і відділ товариства «Відродження». Молодь перестала курити, не зважаючи, що в селі вирощували на власних полях тютюн, не вживали алкогольних напоїв. До 1939 року діяла рільнича фундація і дослідна станція. З тих пір село славиться високою культурою землеробства.
19 січня 2009 року освячена криниця, викладена червоним тесаним каменем, яка забезпечує водою все село.
У 2007 році село газифіковане.

## Пам'ятки
- церква Святого Миколая (1880, ПЦУ);
- церква Перенесення мощей святого Миколая (2006, УГКЦ).
- Мурована церква, побудована в 1800 році, з написом на фасаді «Soli Deo», зараз храм УАПЦ, належить до парохії в Садках. У 1946—1989 роках у селі існував осередок УГКЦ в підпіллі, Як наслідком цього стало будівництво у 2004—2006 роках церкви Святого Миколая Чудотворця. Вона була освячена у 2006 році.
- На околиці села є костел з червоного тесаного каменю. Рішенням Івано-Франківського відділення Всеукраїнської громадської організації — «Українське реєстрове козацтво» приміщення костелу буде відреставроване і осв'ячене як козацька каплиця. Під костелом є склеп, в якому колись зберігались останки польських магнатів. На цвинтарі є пам'ятна могила, де був похований польський пан.
- Споруджено пам'ятник воїнам-односельцям, полеглим у німецько-радянській війні (1968), встановлено пам'ятний хрест на честь скасування панщини. На краю села була висипана могила дев'ятьом воїнам УГА (1927) що загинули в бою з польськими шовіністами. Могилу звела молодь села за одну ніч, таємно, бо польська влада переслідувала . В 1990 році могила була заново відновлена і осв'ячена.
- Ботанічні пам'ятки природи місцевого значення «Устечківська ділянка», «Шутроминські дуби» та «Дорогичівські дуби».
- На лівому березі Дністра біля села Шутроминці розташовані «Дорогичівські скелі» — геоморфологічне утворення, геологічна пам'ятка природи місцевого значення.
- Печера відлюдника (подар річкою Криницею).

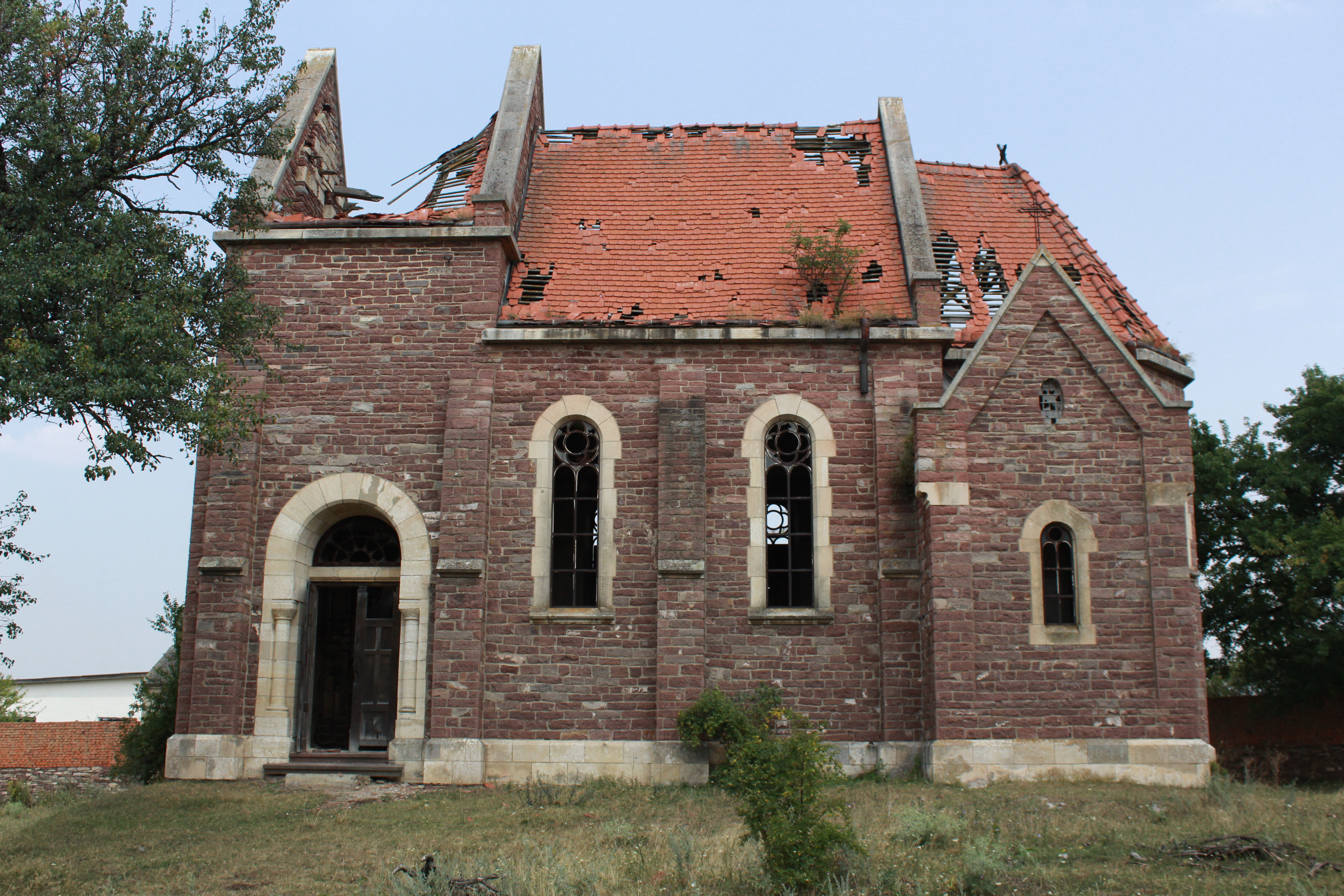
Зруйнований костел на околиці села Шутроминці
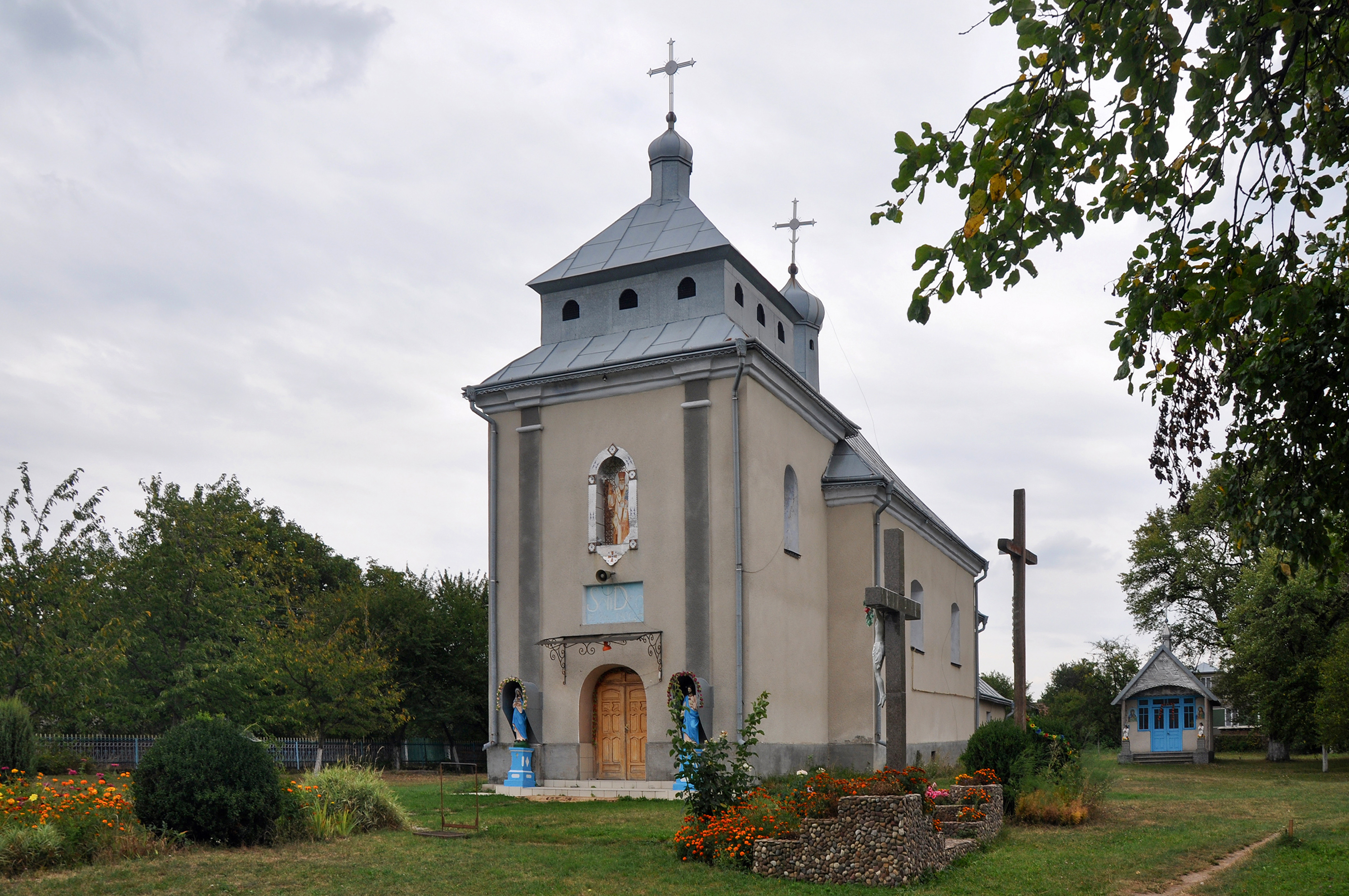
Церква св. Миколая
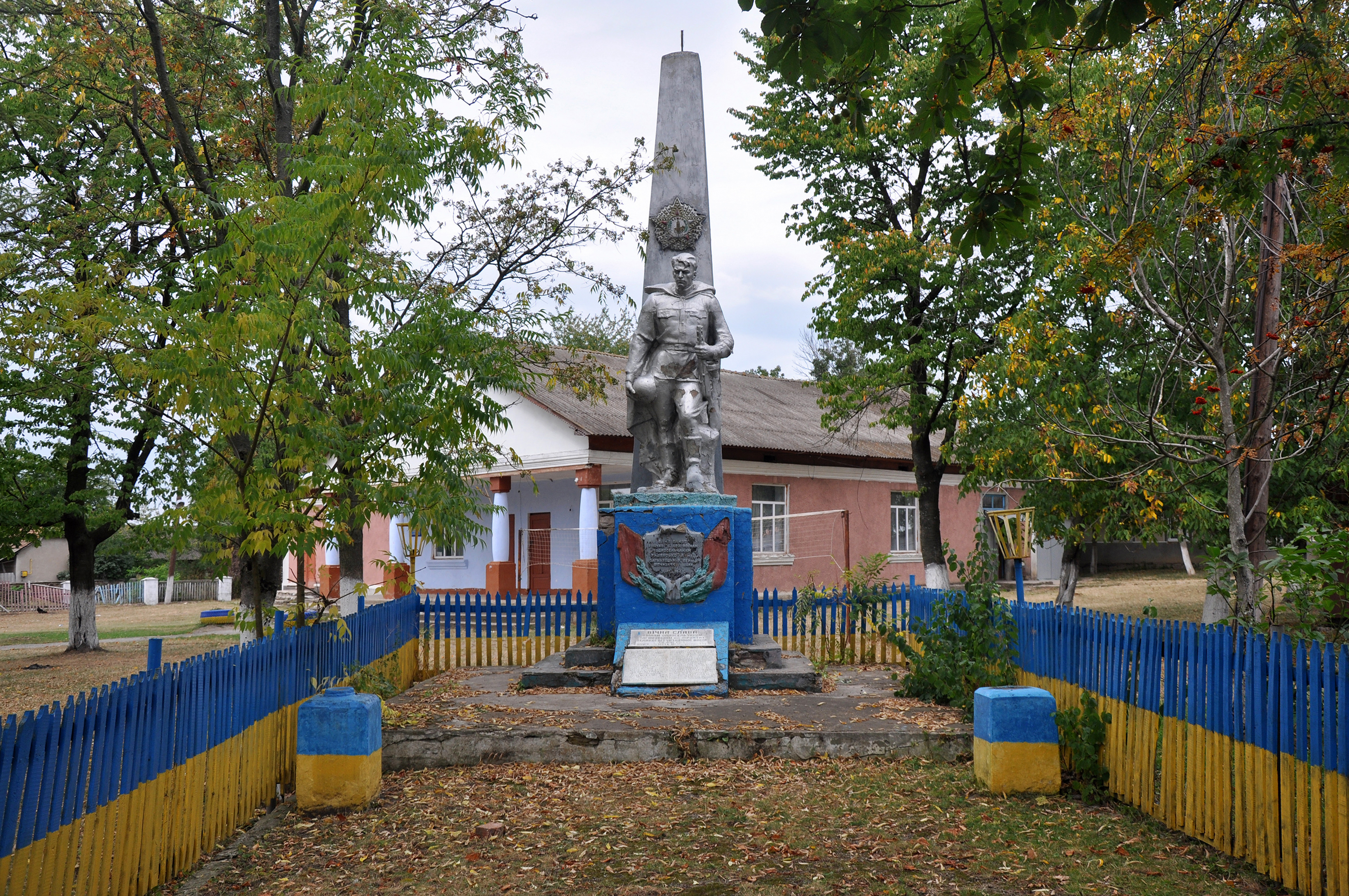
Пам'ятник воїнам-односельцям, які загинули в роки Другої світової війни
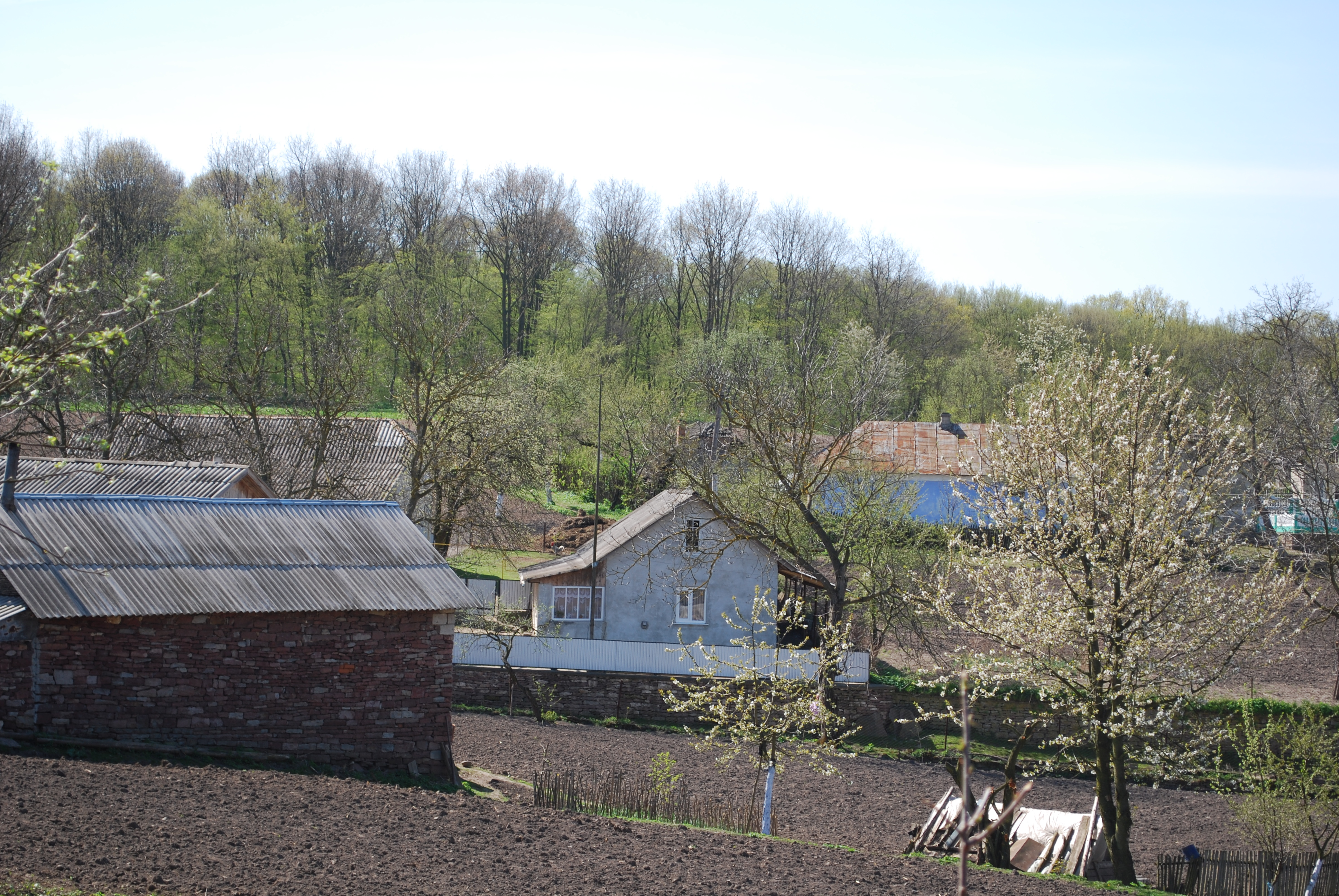
Вигляд на «Колінки»
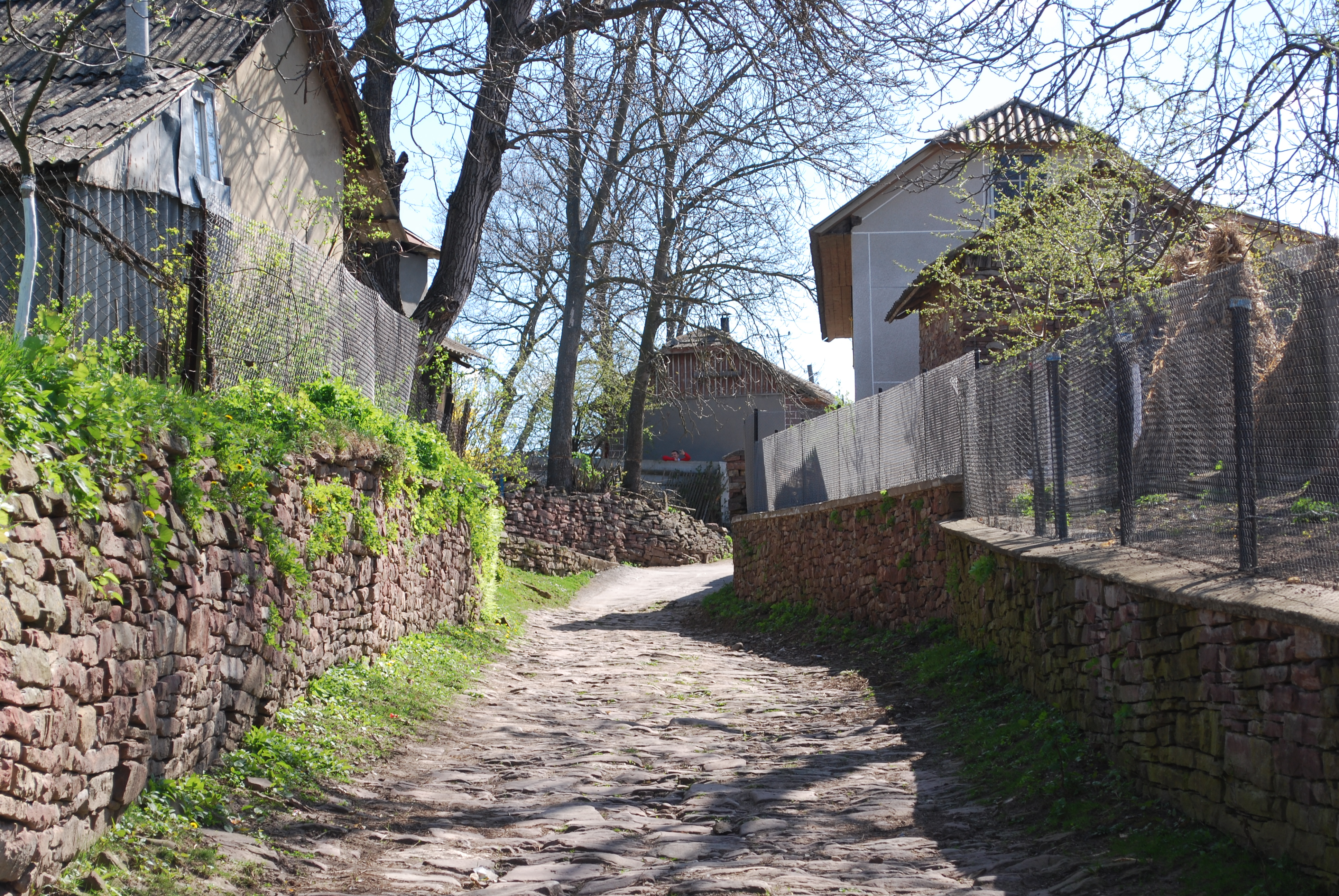
Одна з вулиць Шутроминців
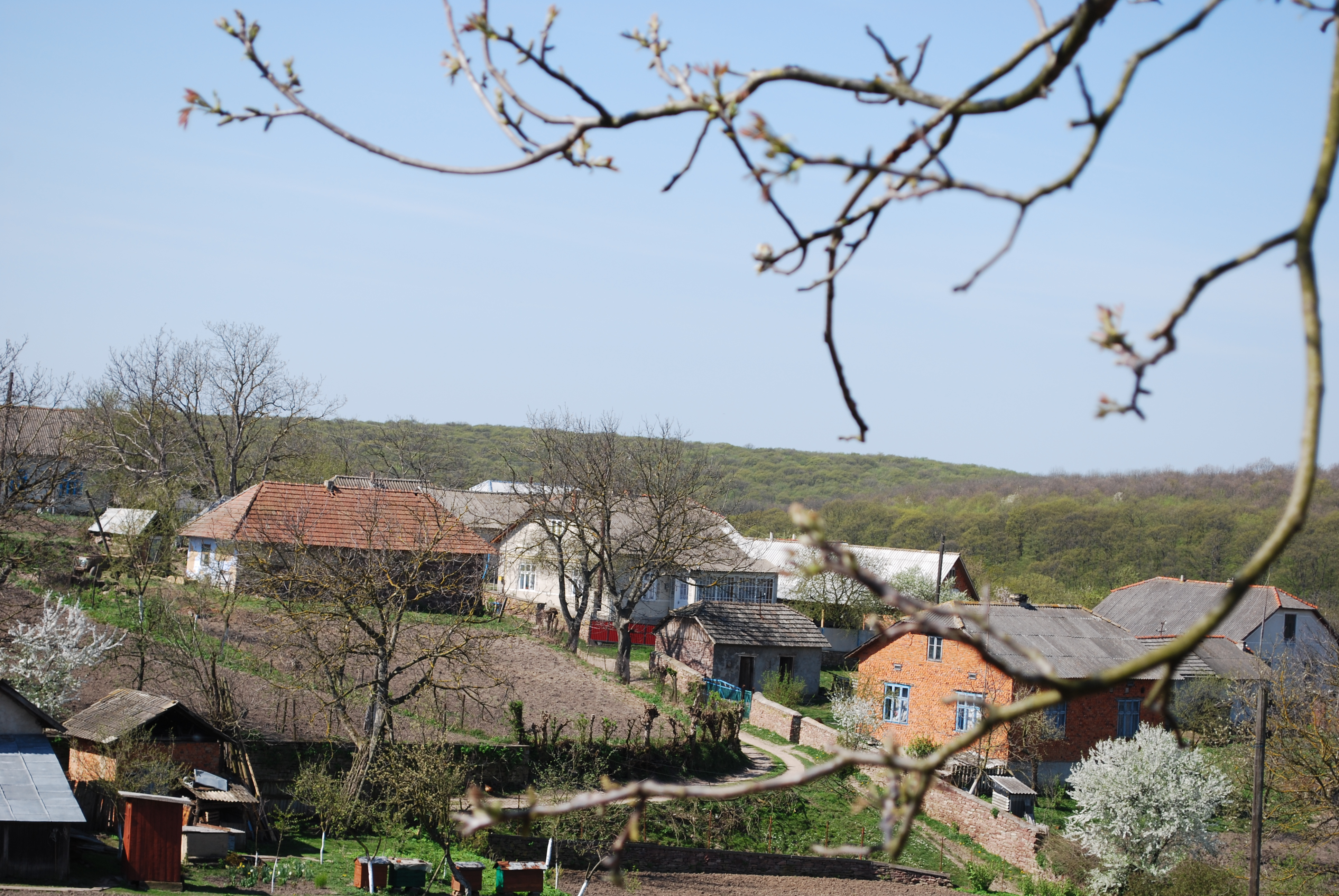
Вигляд на «Колінки»
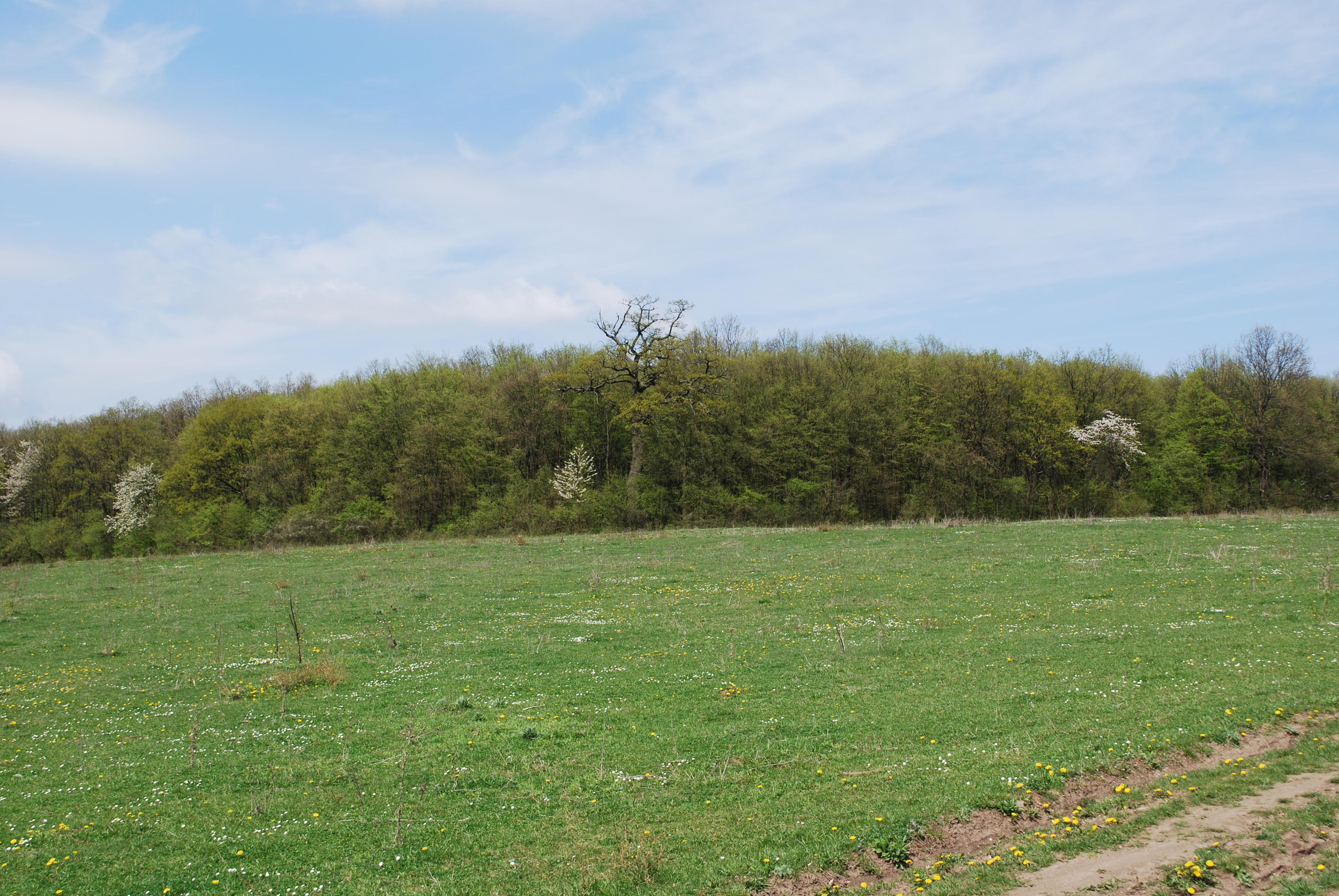
По дорозі до Дністра
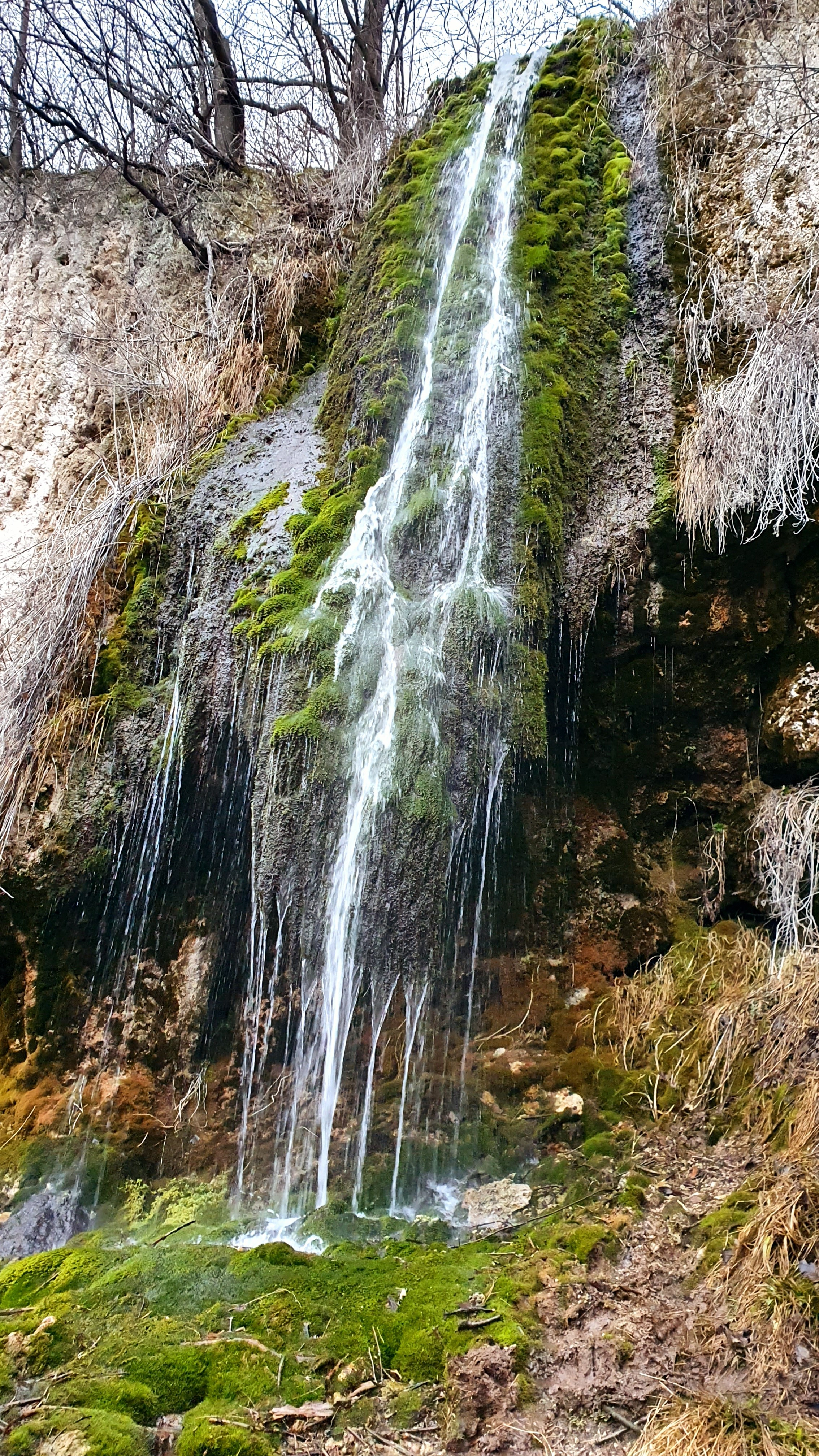
Водоспад Печери

## Соціальна сфера
Працюють загальноосвітня школа І ступеня, Будинок народної творчості, бібліотека, ФАП, приват. с.-г. підприємство «Єдність», фермерське господарство «Григорко», 4 торгові заклади.

## Відомі люди
- Степан Папчук — український селянин, посол Галицького сейму 2-го скликання в 1867—1869 роках.[5].